# Плазмин
Плазмин — белок человека, образующийся из циркулирующего профермента плазминогена, кодируемого геном PLG на 6-й хромосоме. Плазмин принадлежит к семейству сериновых протеаз и вызывает распад множества белков, однако наиболее важна его функция по разрушению фибриновых сгустков. В свою очередь, из плазмина при некоторых условиях образуется ангиостатин, ингибитор ангиогенеза.
Отсечение части плазминогена, вызывающее образование плазмина, активируется урокиназой и тканевым активатором плазминогена. Эти молекулы также синтезируются в организме как проферменты. Существуют и «внешние» активаторы образования плазмина - вырабатываемые бактериями стрептокиназа и стафилокиназа.
Плазмин содержит пять схожих структурных последовательностей, называемых за их особую форму «kringle-доменами» (дат. kringle - разновидность кренделя, популярная в скандинавских странах). В русскоязычной литературе их именуют доменами типа «двойная петля» и «крингл-доменами». Данный тип домена встречается и в других белках.